# Réalité
Réalité é um filme franco-belga de comédia dramática dirigido por Quentin Dupieux. A estreia do filme ocorreu na 71ª Festival Internacional de Cinema de Veneza no dia 28 de agosto de 2014.